# Dacia SupeRNova
De Dacia SupeRNova is een automodel in de compacte middenklasse dat werd geproduceerd door de Roemeense autofabrikant Dacia van 2000 tot 2003.

## Geschiedenis
De SupeRNova was in feite een facelift van de in 1995 voorgestelde Dacia Nova en  het eerste model dat Automobile Dacia presenteerde nadat het bedrijf in 1999 was overgenomen door Renault. De grootste verbetering ten opzichte van de Nova waren een originele Renaultmotor en -versnellingsbak ter vervanging van de oude, dorstige Cléon-motor en in Roemenië ontworpen versnellingsbak.
De "nieuwe" motor was een van katalysator en multipoint injectie voorziene versie van de E7J viercilinder lijnmotor, gekoppeld aan een handgeschakelde JH3 versnellingsbak. De uitrusting was beter dan in de Nova-modellen, zo waren airconditioning, lichtmetalen velgen en elektrische voorruitbediening leverbaar op de meer luxueuze uitvoeringen. De SupeRNova werd verkocht in vijf verschillende uitrustingsniveaus: "Europa", "Confort", "Rapsodie", topmodel "Clima" en speciale editie "Campus". De auto voldeed aan de Euro2-emissiestandaard, sommige modellen uit 2003 aan de Euro3-norm.

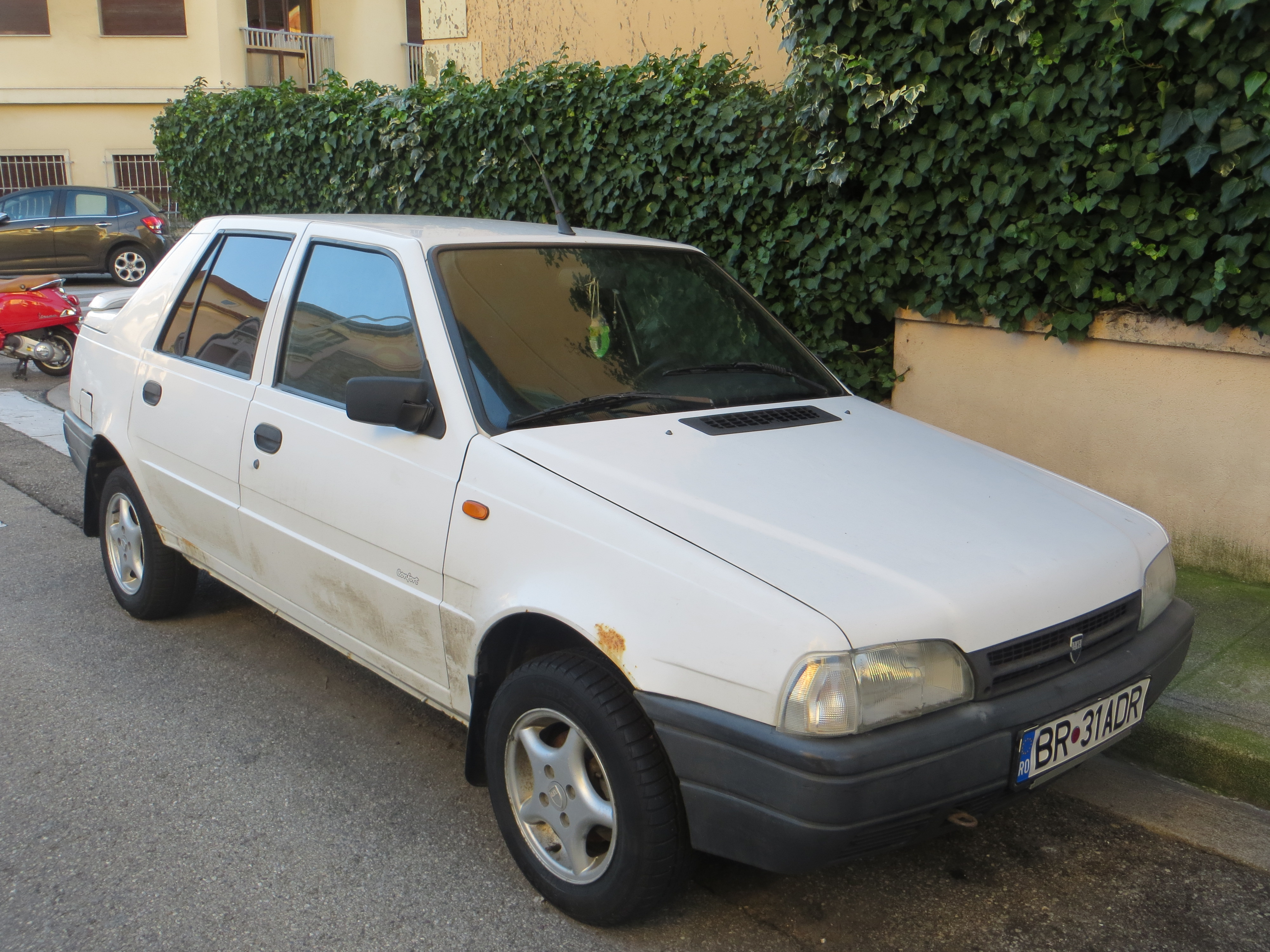
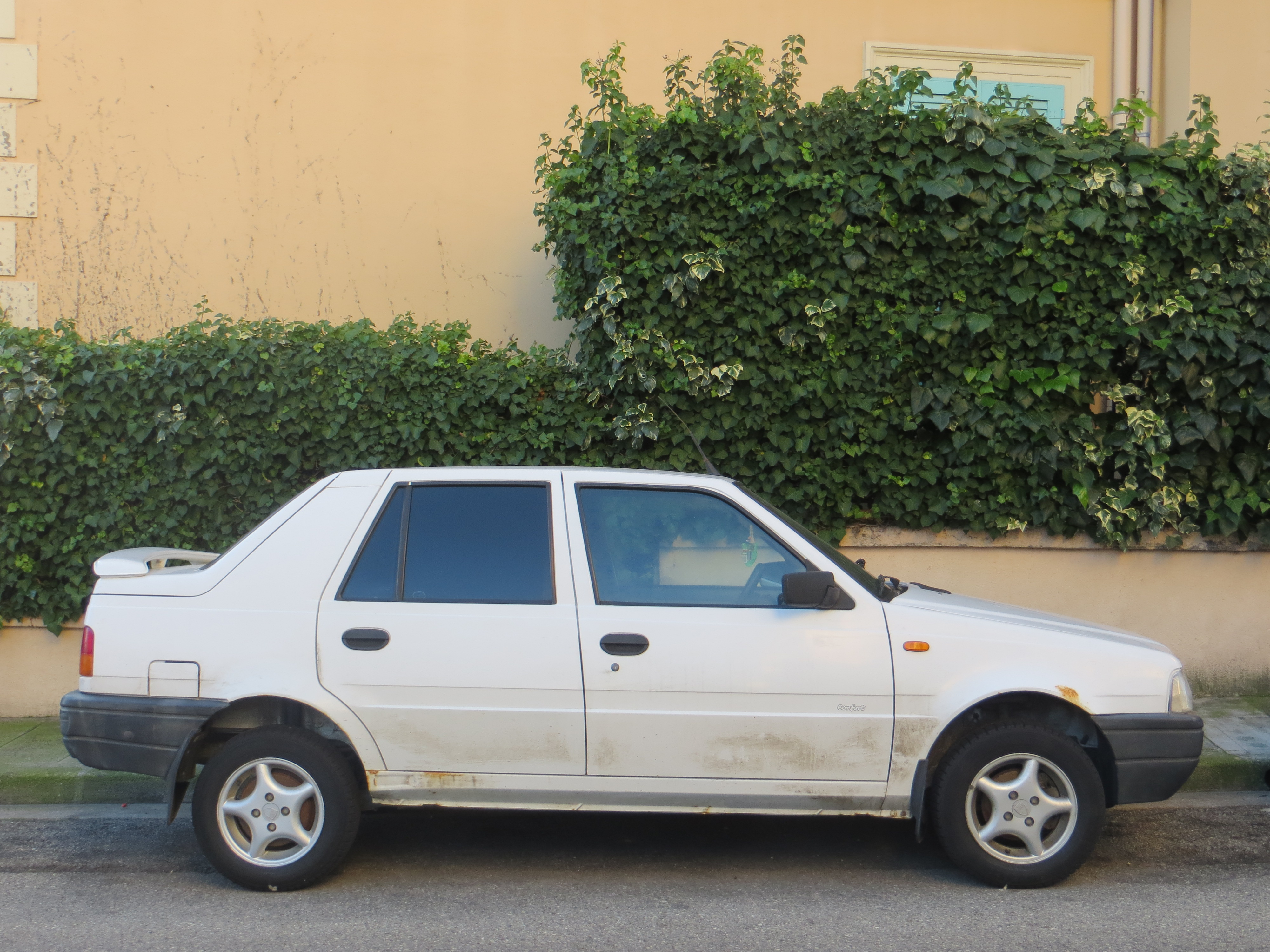
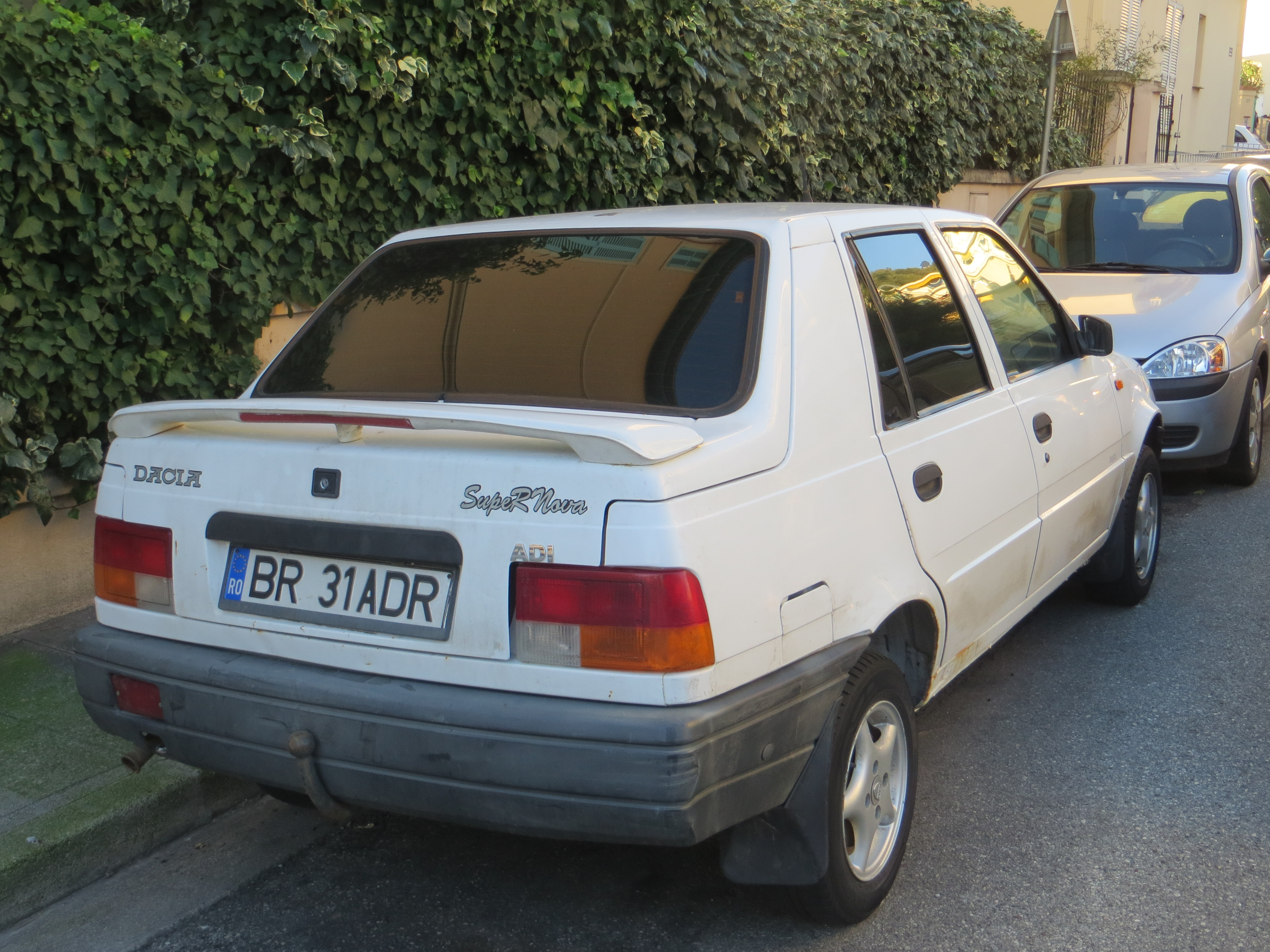

In productie:
Duster ·
Jogger ·
Logan ·
Sandero ·
Spring

Niet meer geproduceerd:
500 ·
1100 ·
1210 ·
1300 ·
1302 ·
1304 ·
1305 ·
1307 ·
1309 ·
1310 ·
1320 ·
1325 ·
1410 ·
1410 Sport ·
2000 ·
Dokker ·
Lodgy ·
Nova ·
Solenza ·
SupeRNova